# Булут, Тайлан
Тайлан Булут (нем. Taylan Bulut; 19 января 2006, Эшвайлер) — немецкий футболист, защитник турецкого клуба «Бешикташ».

## Клубная карьера
Тайлан Булут является воспитанником клубной леверкузенской академии «Байер 04». В 2020 году футболист присоединился к молодёжной команде «Шальке 04». Позже играл во второй команде «Шальке 04 II» в Региональной лиге.
Дебют на профессиональном уровне футболиста состоялся в последнем туре сезона 2023/24 Второй Бундеслиги в матче против «Гройтер Фюрт». Со следующего сезона Булут был внесён в заявку первой команды на участие в турнире Второй Бундеслиги. Контракт игрока с клубом был продлён до лета 2026 года.

## Карьера в сборной
Тайлан Булут имеет возможность играть за сборные Турции и Черногории. Родился он в Германии и с 2021 года выступает за юношеские сборные Германии.
В 2023 году в составе сборной Германии (U-17) Булут стал победителем юношеского чемпионата Европы, проходившего в Венгрии. В финальной игре против Франции Булут забил один из победных пенальти в послематчевой серии.

## Достижения
Сборная Германии
- Чемпион юношеского чемпионата Европы (до 17 лет): 2023